# 橋本七夕まつり
橋本七夕まつり（はしもとたなばたまつり）は神奈川県相模原市で行われる七夕の祭りである。

## 概要
1952年（昭和27年）、商店街振興のために始まった地域一帯型の七夕祭り。歩行者天国となる七夕通りを中心に開催される。
最初は物干し竿くらいの真竹に短冊をつるした素朴なものだったが、近年では幼児から大学生、企業や団体などが制作する約250本の美しい竹飾りが通りを彩る。
2019年には多くのステージで多彩なショーが行われ、「七夕YUKATAファッションショー」や「七夕マルシェ」のイベントも開かれた。
1982年（昭和57年）には「かながわのまつり50選」の一つにも選ばれた。
主催・後援・協力・期間・場所・人出・内容・その他（その年の見どころ）などの結果概要は、毎年８月上旬に相模原市公式ホームページの発表資料で掲載される。
「橋本ふるさと音頭」（昭和56年7月制定、作詞矢島誠、作曲月岡弘一）の4番には橋本七夕まつりに関する歌詞がある。

## 歴史
1952年（昭和27年）、橋本商店会加盟店約50軒が母体となり、戦後の地域の経済を盛り上げるために、1回目を開催。入間や福生、湘南ひらつか七夕まつりを参考にし、7月7日前後の5日間行われた。後年開催時期が平塚の七夕と重なること、梅雨時期と重なり紙製の七夕飾りが濡れてしまうことから、現在の8月開催に変更された。最初は物干し竿くらいの真竹にたくさんの短冊をつるした素朴なものが、年々立派で多彩な飾りとなった。昭和30年頃には七夕実行委員会を設置。昭和50年代以降は観光客が30万人を超え、長年にわたり平成4年の49万5000人が人出の最高記録であったが、令和5年に50万人となり31年振りに最高記録を更新した。平成6年までは開催期間が4日間であったが、平成7年からは3日間となっている。
駅周辺から七夕通りを中心に神明大神宮まで竹飾りがたくさん飾られ、毎年大勢の人で賑わう。「橋本七夕まつり」は「上溝夏祭り」「相模原納涼花火大会」とともに、相模原市の夏の三大祭りの一つに数えられている。夏の三大祭りは「上溝夏祭り」「相模原納涼花火大会」「橋本七夕まつり」を言う。

## 組織
橋本七夕まつりの全体を取りまとめる組織として橋本七夕まつり実行委員会がある。委員長の下に、担当別に4つの部会
に分かれている。
行事部会
ダンスや音楽などを発表するステージを担当。ステージは「彦星」「織姫」「銀河」「駅前」「くら寿司・サイゼリヤ」「映画館前」の6か所。これらステージに出場する団体の管理、プログラムの構成と進行、ステージの設置（高校ダンス部と共同で作業）を行う。
出店部会
祭りに出店する団体（250店）の管理、食中毒防止や安全管理を行う。近年は出店可能地域を増やす働きかけも行い、出店団体数は年々増えている。
竹設置部会
5月頃から制作を始める。祭り前日にボランティアと共に大中小250本を設置する。
地域連携部会・クリーン&ラリー部会
「前日の竹・短冊飾りつけ」「クリーンステーション（ゴミ分別回収所）」「スタンプラリー」「模擬店」「七夕神社」の5つのグループの管理を行う。ボランティアは、HP等で地元の中高生や大学生、社会人を募集し、毎年計約800人をまとめる。

## 催し物
竹飾りコンクール
祭りの開催初期より恒例の行事として「竹飾りコンクール」が行われている。第44回（平成11年）から第52回（平成15年）には「特選」「準特選」「金賞」「銀賞」「銅賞」「特別賞」など設けられた。なお賞の名称は年々変わっている。また、52回は雨のため（台風）竹飾り審査は行われなかった。　
七夕結(ゆい)サー
2001年、橋本七夕まつり50回目となる節目の年ということで、行われた記念イベントのひとつである。
千数百年以上昔、橋本に古代国際都市があったという説があることから、東橋本商店会を中心に「結（ゆい）プロジェクト」が結成され、新たに設置された東橋本会場で、橋本七夕まつりの3日間のうちの2日間（8月4・5日）に音楽で幻想的な歴史ロマンを表現するイベント『七夕結サー』が開催されることとなった。
朝崎郁恵（奄美島唄の唄者）、ミネハハ（ボーカリスト）、手塚幸代（舞台女優）、宮田太郎（古街道研究家）、永田茂（作曲家）などのアーティストが参加した。
一人芝居に合わせて送る「第1夜」、古代人の想いと「結ぶ」というテーマに合わせてミネハハが歌う「第2夜」があり、多くの来場者が訪れた。
その他
昭和50年代半ばまでは、チンドン屋大会が行われていた（昭和51年～チンドンマンコンクール、昭和56年全関東チンドンマンコンテスト）。このほか、昭和40～60年代には、もちつき大会や演芸会、キャラクターショー、ちびっ子のど自慢大会、カラオケ大会、吹奏楽演奏会、七夕モデル撮影会、写真コンクールが行われたこともあった。

## 七夕通り
橋本駅から橋本仲町までの橋本駅北口線のことで、毎年８月に開催される橋本七夕まつりのメイン通りになっている。
橋本駅北口地区地区第一種市街地再開発事業（1991-2002年）では、橋本七夕まつりなどのイベントが行いやすいように七夕飾りの竹を設置するマンホールなどの道路が整備された。

なお、1994年に、七夕通りの照明の光源は、橋本七夕まつりの光源と調和するよう、温かみのある色を使用することなど、デザインガイドラインが定められている。

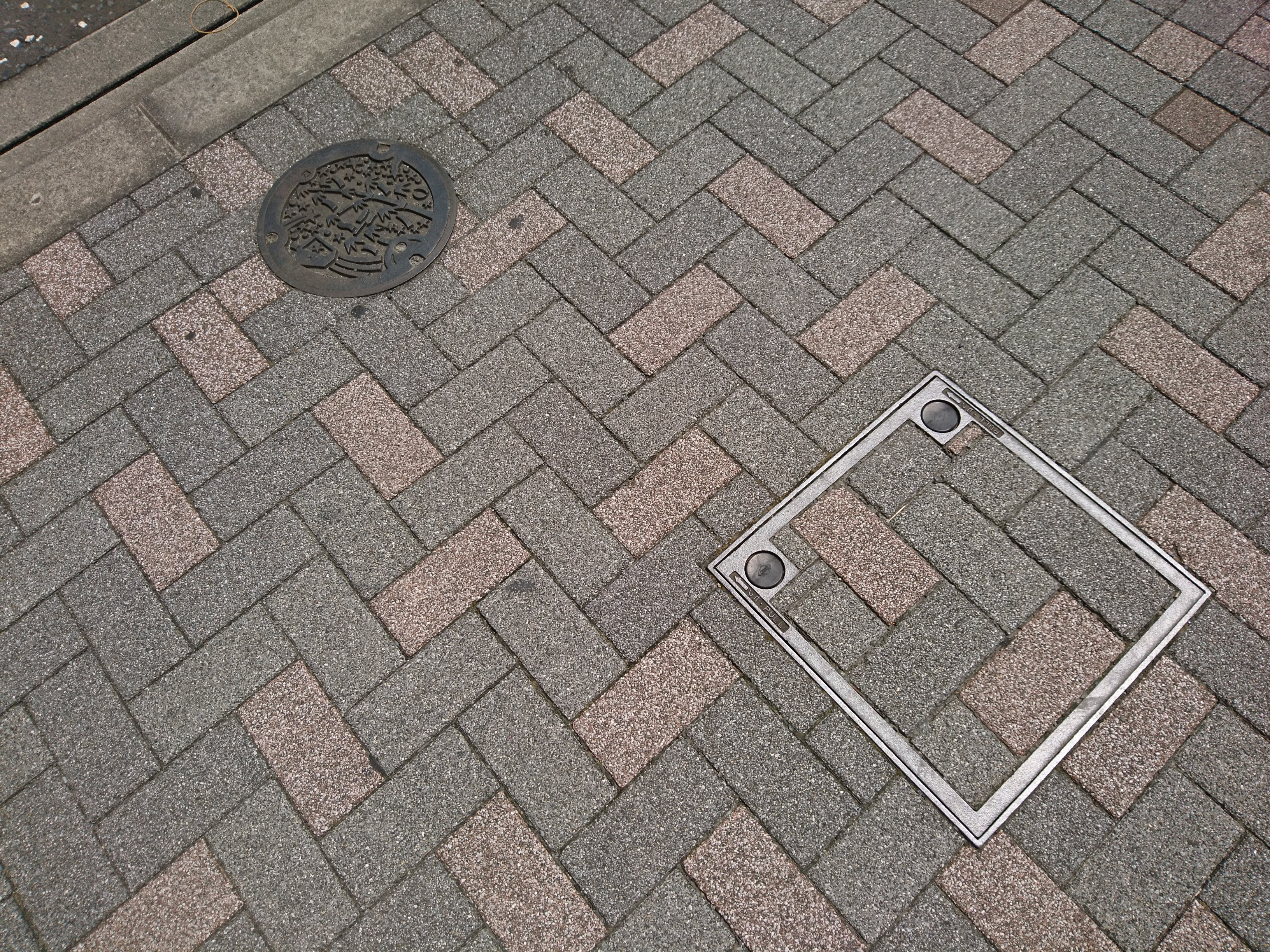
歩道に設置された支柱と笹飾りの竹を差し込む穴。四角と丸の蓋が隣り合っている。
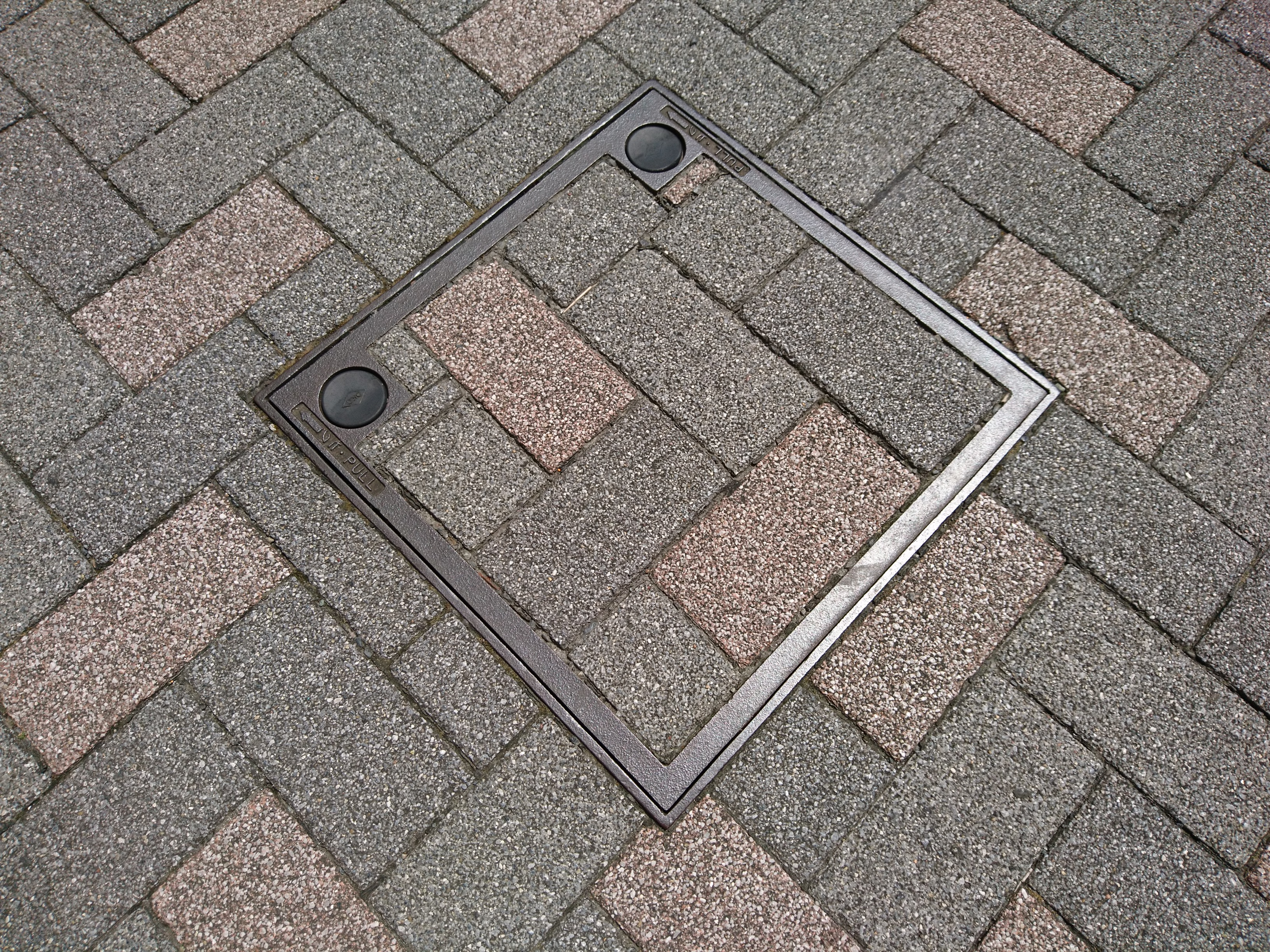
笹飾りの竹を差し込む穴。蓋は四角い。
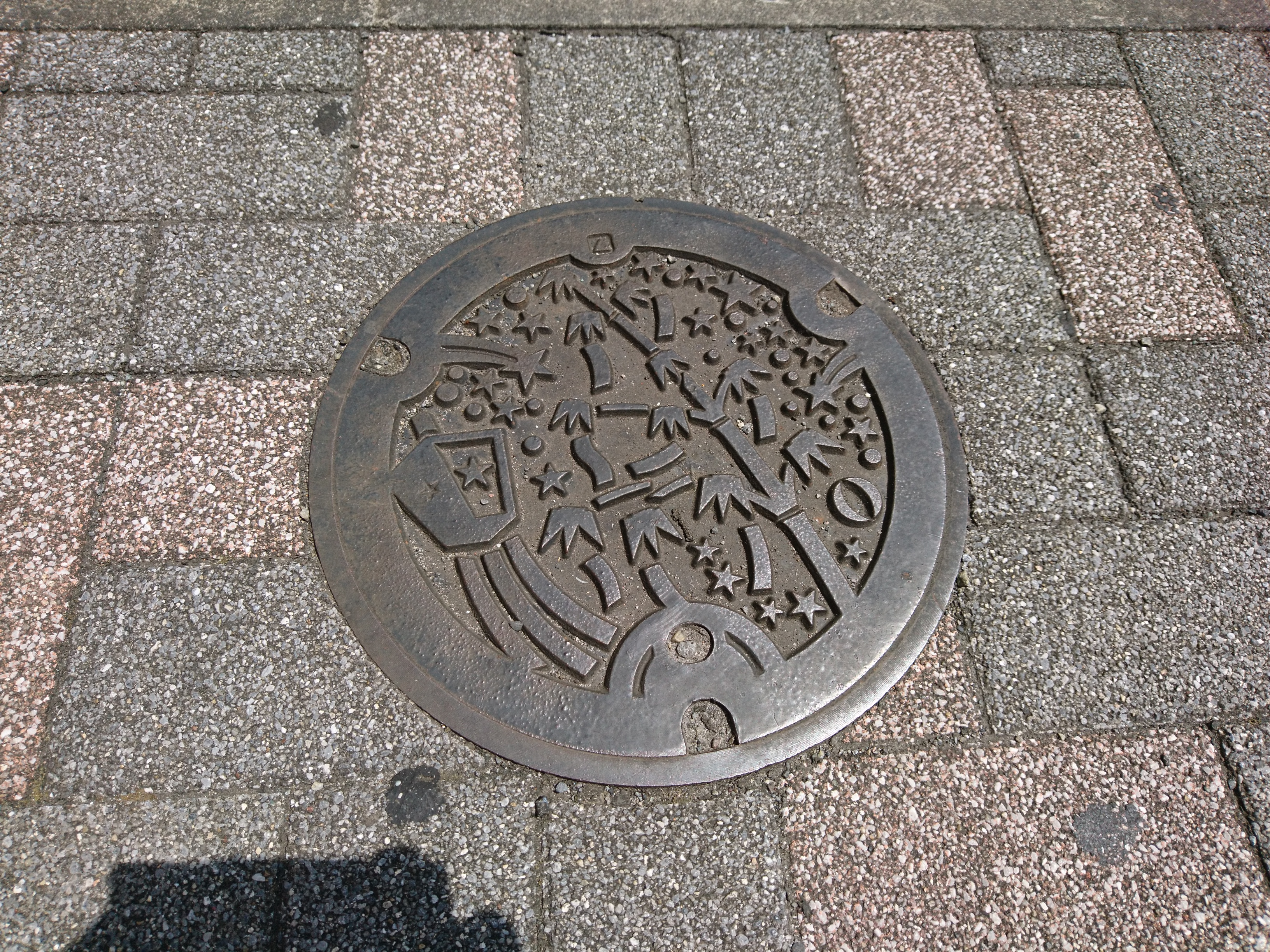
笹飾りの竹を支える支柱を差し込む穴。蓋は丸く、七夕まつりのデザインがされている。

## その他
- 来場者数：2024年は8月2～4日の3日間開催され、延べ57万人(2日・14万人、3日・20万人、4日・23万人)となり、過去最多を記録した。[25]

## アクセス
JR横浜線・相模線、京王相模原線「橋本駅」から徒歩1分